# Industria aeronáutica en Rusia

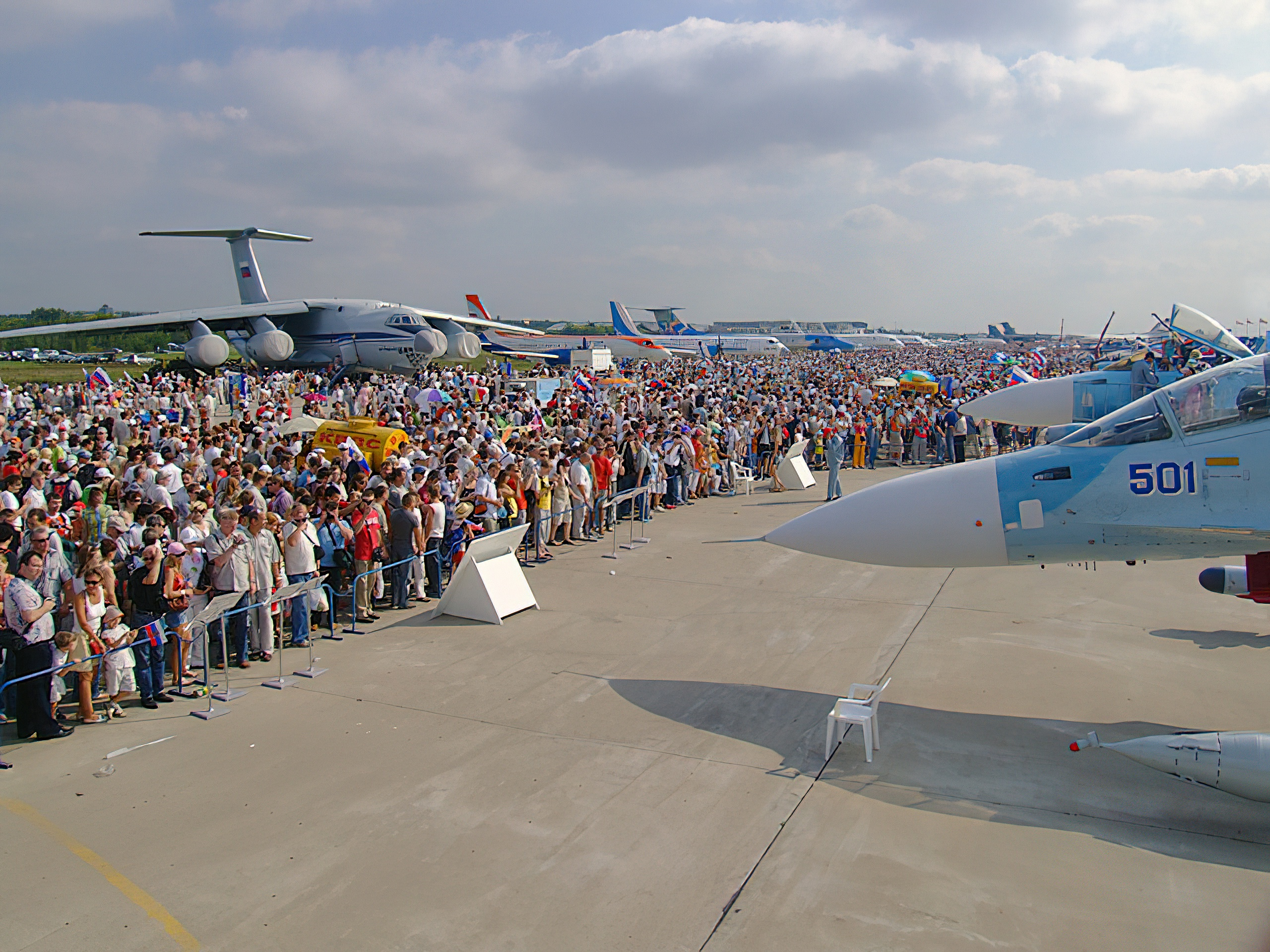
MAKS Airshow es un evento importante que sirve como escaparate para la industria aeronáutica rusa

La fabricación de aviones es un sector industrial importante en Rusia, da empleo a alrededor de 355 000 personas.[cita requerida] El desmembramiento de la Unión Soviética sumergió a la industria en una profunda crisis, especialmente para el segmento de la aviación civil. La situación comenzó a mejorar hacia mediados de la primera década de los 2000 debido a un crecimiento en el transporte aéreo y a la creciente demanda. Un programa de consolidación iniciado en 2005 condujo a la creación del holding United Aircraft Corporation, que incluye la mayoría y más importantes empresas del sector.
La industria aeronáutica rusa ofrece una cartera de aviones militares competitivos a nivel internacional, tales como el MiG-29 y el Su-30, además de los nuevos proyectos como el Sukhoi Superjet 100 con los que se espera revivir el segmento de la aviación civil. En 2009, las empresas pertenecientes a la Corporación Aeronáutica Unida (ОАК) entregó 95 nuevos aeroplanos a sus clientes, incluyendo 15 modelos civiles. Además, la industria produjo más de 141 helicópteros.

## Historia

### Ajustes postsoviéticos

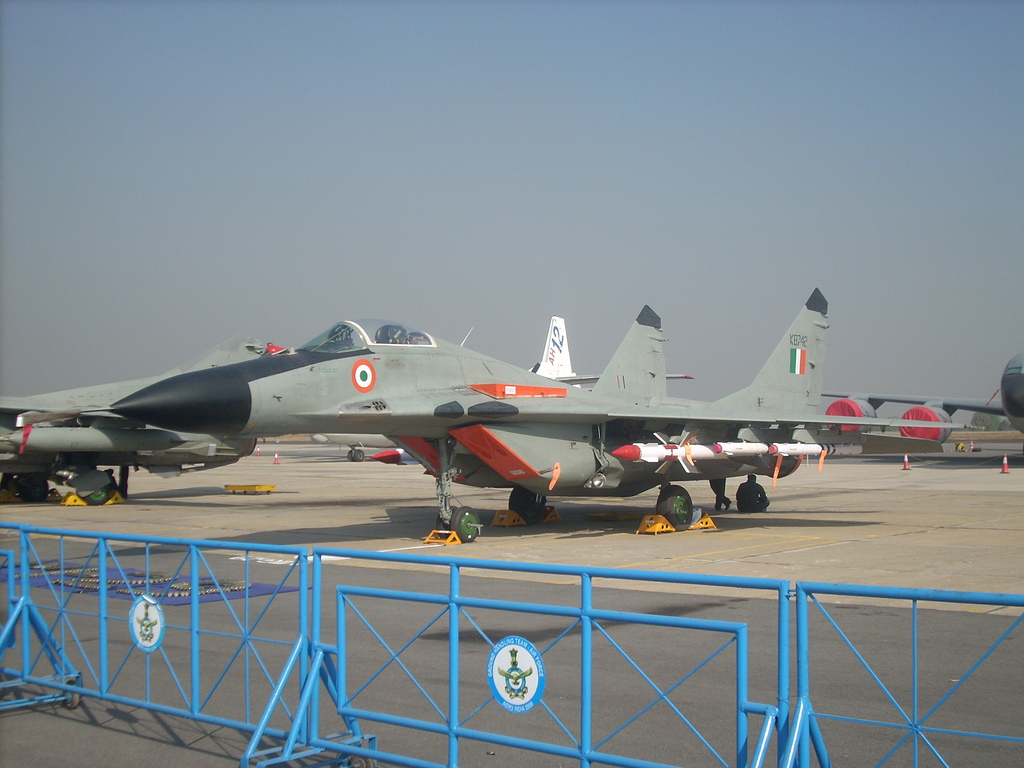
MiG-29 de la Fuerza aérea india. Los MiG-29 fueron una de las principales exportaciones de la industria durante los años de crisis en la década de 1990

La industria aeroespacial estuvo bastante bien desarrollada en la Unión Soviética. A finales de los 80, la Unión Soviética representaba el 25% de la producción aeronáutica civil del planeta y el 40% de la producción de aviones militares. Sin embargo las consecuencias de la disolución de la Unión Soviética en 1991 fueron catastróficas. El sector de la fabricación al completo fue devastado por las importaciones, mientras que las industrias aeroespacial y del automóvil apenas lograron sobrevivir debido a las altas tarifas proteccionistas. En el lado positivo, la industria aeronáutica militar logró beneficiarse de la mejora de las oportunidades de exportación. Se benefició de un amplio stock de componentes y piezas que se habían producido durante la época soviética. La industria de la aviación civil se enfrentaría a algo mucho peor: mientras que en 1990 el país había producido 715 aviones civiles, en 1998 el número descendió a 54 y en 2000 solo 4 aviones civiles.
Como la estructura de la industria se encontraba fraccionada en productores independientes, el Gobierno de la Federación de Rusia estableció la necesidad de su consolidación. Para ello el presidente Boris Yeltsin creó la VPK MAPO (Military Industrial Complex - Moscow Aircraft Production Association; Complejo industrial militar - Asociación de productores aeronáuticos de Moscú), que incluía algunas empresas clave como Mikoyán. MAPO más tarde se convertiría en la Compañía aeronáutica rusa conocida por sus siglas en ruso "MIG". Esta etapa de consolidación no tuvo demasiado éxito por lo que la MAPO se fusionaría más tarde con Sukhoi.
La producción total de la industria aeroespacial en el año 2000 fue de 2,7 mil millones de USD, con un beneficio neto de 600 millones de USD. Las exportaciones de aviones militares durante el año 2000 ascendieron a 1,3 mil millones de USD.

### 2000-2005: el inicio de una recuperación

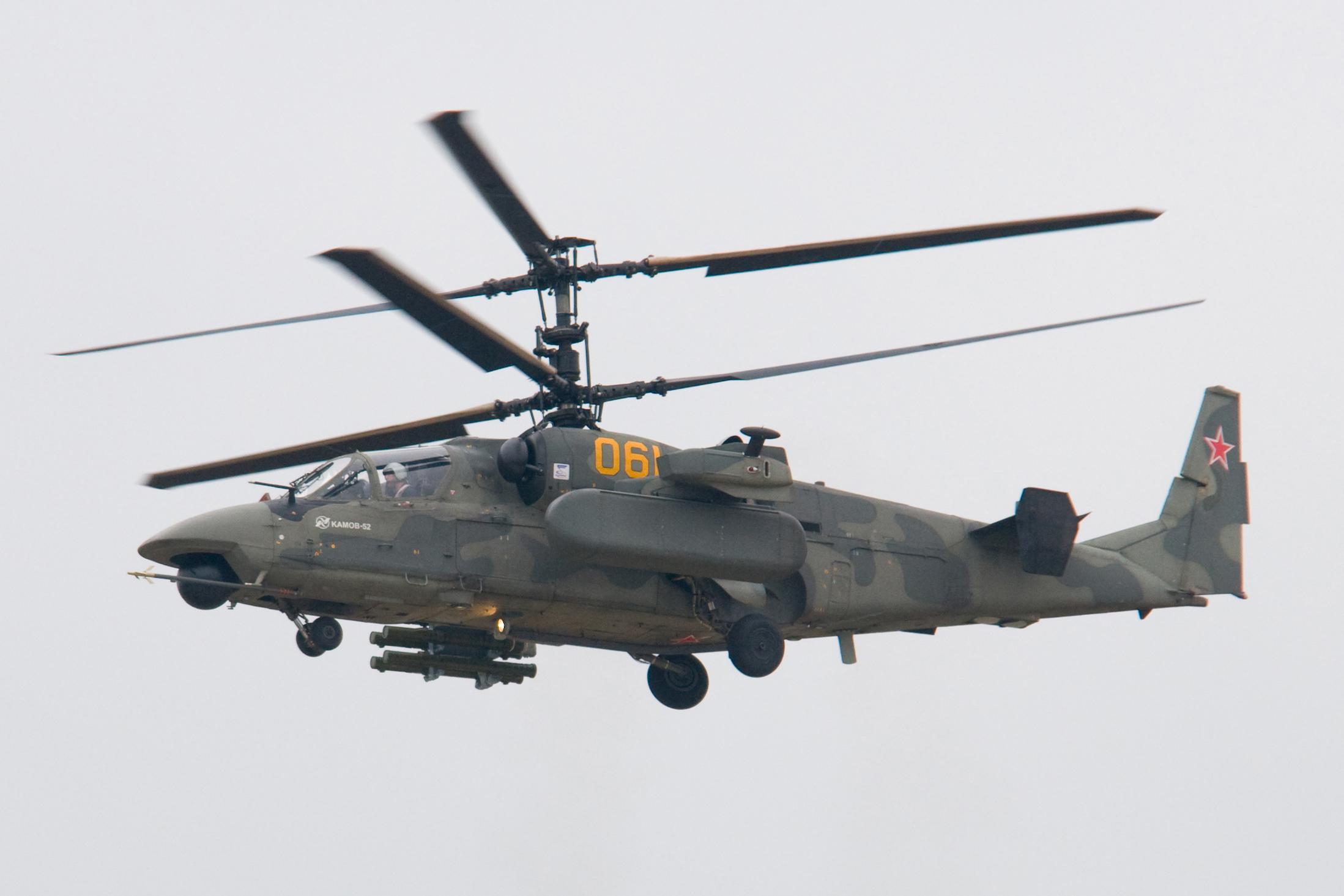
Kamov Ka-52 en MAKS 2009

En las puertas del milenio, la industria de la aviación civil se encontraba en una profunda crisis. Solo unos pocos aviones fueron construidos y el servicio post-venta inapreciable. Muchos aviones, tanto nuevos como antiguos, no consiguieron las certificaciones medioambientales ni de seguridad. Dos buques insignia de la aviación rusa, la Aviastar-SP y la Asociación de Producción de Aviones de Voronezh (VASO) casi fueron a la bancarrota. Los beneficios de la industria de la aviación civil apenas rozaron los 300 millones de USD en 2001. Entre 2001 y 2006 la situación empezó a mejorar considerablemente, ya que la industria comenzó a recibir nuevos pedidos de compañías de leasing. El transporte aéreo creció un 8% al año y en 2004 la demanda interna de nuevos aviones levantó el vuelo. Las principales empresas lograron pagar sus deudas o su reestructuración y los niveles de producción fueron aumentando una vez más.
La industria aeronáutica militar sobrevivió los 15 años de crisis casi exclusivamente a través de las exportaciones. Solo en 2005 la industria comenzó a recibir una financiación notable del presupuesto estatal.

### 2005-2010: programa de consolidación de la industria

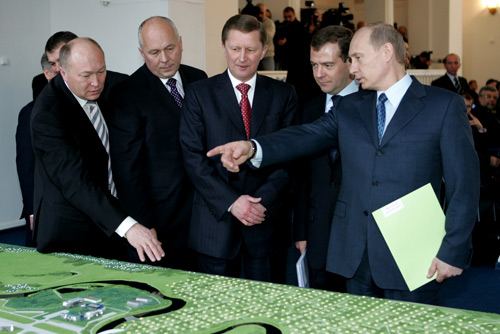
El presidente de Corporación Aeronáutica Unida (ОАК) Alexei Fyodorov (izquierda) con el presidente Dmitry Medvedev y el primer ministro Vladimir Putin (derecha) en 2008.

En 2005 el gobierno del presidente Vladimir Putin inició un programa de consolidación de la industria para que las principales compañías productoras se refugiaran bajo un mismo paraguas, la ОАК. El objetivo era optimizar las líneas de producción y minimizar las pérdidas. El programa se dividió en tres partes: reorganización y gestión de la crisis (2007 a 2010), evolución de los proyectos en curso (2010 a 2015) y seguir avanzando dentro de la estructura de reciente creación (2015 a 2025).
La ОАК, uno de los llamados adalides nacionales comparable a la EADS en Europa, contó con un apoyo financiero considerable por parte del gobierno ruso que inyectó en las empresas que había adquirido para mejorar su situación financiera. El primer presupuesto de la ОАК en 2007 fue de unos 2 mil millones de rublos y el siguiente año aumentó hasta los 24 mil millones de rublos (unos 770 millones de USD).
Las entregas de aeronaves civiles aumentaron de 6 en 2005 a 15 en 2009, por un valor de 12,5 mil millones de rublos, en su mayoría clientes nacionales.
A pesar de la crisis financiera mundial, la industria de aviación rusa logró aumentar la producción y las ventas en un 19,5% en 2009.

### Nuevos proyectos

#### Aviones de combate de quinta generación
En 1998, la Fuerza aérea rusa pidió a la industria que desarrollara un caza ligero multipropósito de primera línea. En 2001 la solicitud se amplió a todo un sistema de aviones multipropósito de primera línea, que acabaría concretándose en el caza de combate de quinta generación PAK-FA, considerado como la respuesta al programa americano Joint Strike Figther. El Sukhoi T-50 PAK FA realizó su primer vuelo en 2010, rompiendo el monopolio total de los Estados Unidos en el desarrollo y la producción de aviones de quinta generación. La revista Moscow Defense Brief lo alabó como un gran salto para la industria aeronáutica rusa, diciendo que:
"aunque no es equiparable a Estados Unidos en términos militares, Rusia cuenta con un sólido segundo puesto en lo referente a tecnología defensiva, desbancando tanto a Europa occidental como a China y asestando un contundente golpe a su oponente de una categoría económica superior."
Sin embargo, la revista también señaló que los graves obstáculos financieros y técnicos aun permanecían, lo que podría retrasar el programa de aviones a reacción de quinta generación o incluso detenerlo por completo.

#### Sukhoi Superjet 100

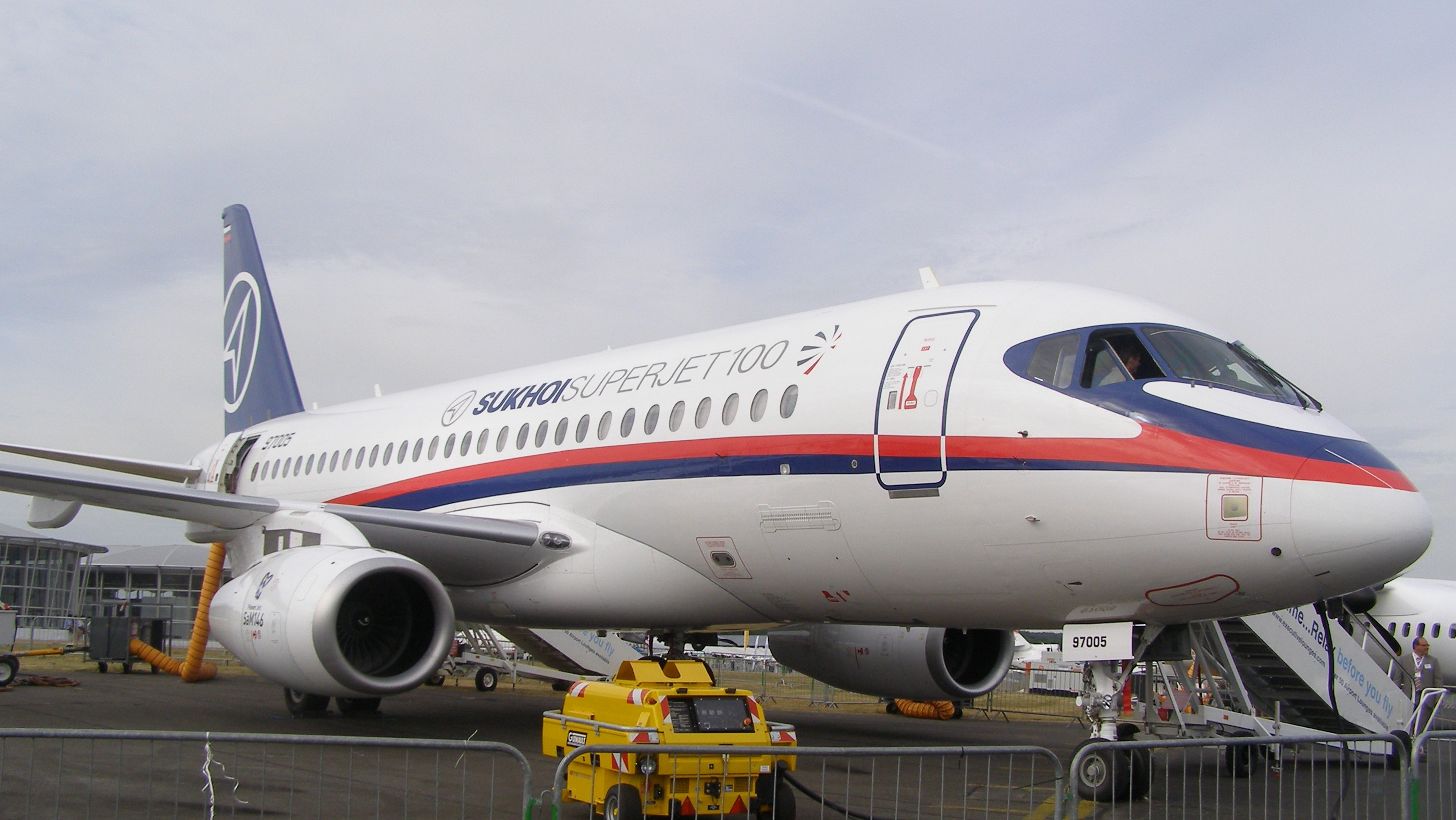
Sukhoi Superjet 100 en el 2010 Farnborough Air Show

El avión regional de pasajeros Sukhoi Superjet 100 es el primer gran avión civil ruso, cuyo desarrollo se inició después de 1991. El avión, que voló por primera vez en 2008, ha sido descrito como el programa de aviación civil más importante y exitoso de la industria aeroespacial rusa. Diseñado por una filial de la ОАК, Sukhoi, en cooperación con socios extranjeros, todas las versiones del avión son ensambladas por la planta KnAAPO en Komsomolsk del Amur (extremo oriente ruso), mientras que la planta NAPO de Novosibirsk se centra en la producción de componentes. Las dos compañías han estado invirtiendo fuertemente en la mejora de sus instalaciones y se espera que puedan producir 70 fuselajes para el año 2012.

#### MS-21
El desarrollo del avión de pasajeros Irkut MS-21 se inició en la década de 2000. El avión, que tiene una capacidad de 150-200 pasajeros y una autonomía de 5.000 km, está siendo diseñado por Irkut Corporation en cooperación con socios extranjeros. Está dirigido al segmento más popular de la industria de las aerolíneas nacionales y está destinado a reemplazar los aviones más antiguos como el Tupolev Tu-154. El programa se encuentra actualmente en la fase de diseño. El vuelo de inauguración del avión se espera que tenga lugar en 2017, y las entregas comenzarán en 2019. Los desarrolladores pretenden vender entre 1.200 y 1.500 aviones en total, que asciende a una cuota del 12 al 15% del mercado internacional.

#### Otros proyectos
Otros aviones de reciente desarrollo incluyen el avión de entrenamiento avanzado y ataque ligero Yakovlev Yak-130, el avión militar de carga ligero Ilyushin Il-112 y el avión comercial de largo alcance COMAC C929 que ОАК está desarrollando en cooperación con la compañía China Comac. Así mismo, el productor ruso de aviones anfibios Beriev también tiene como objetivo la fabricación de nuevos diseños de aeronaves comerciales.

## Estructura

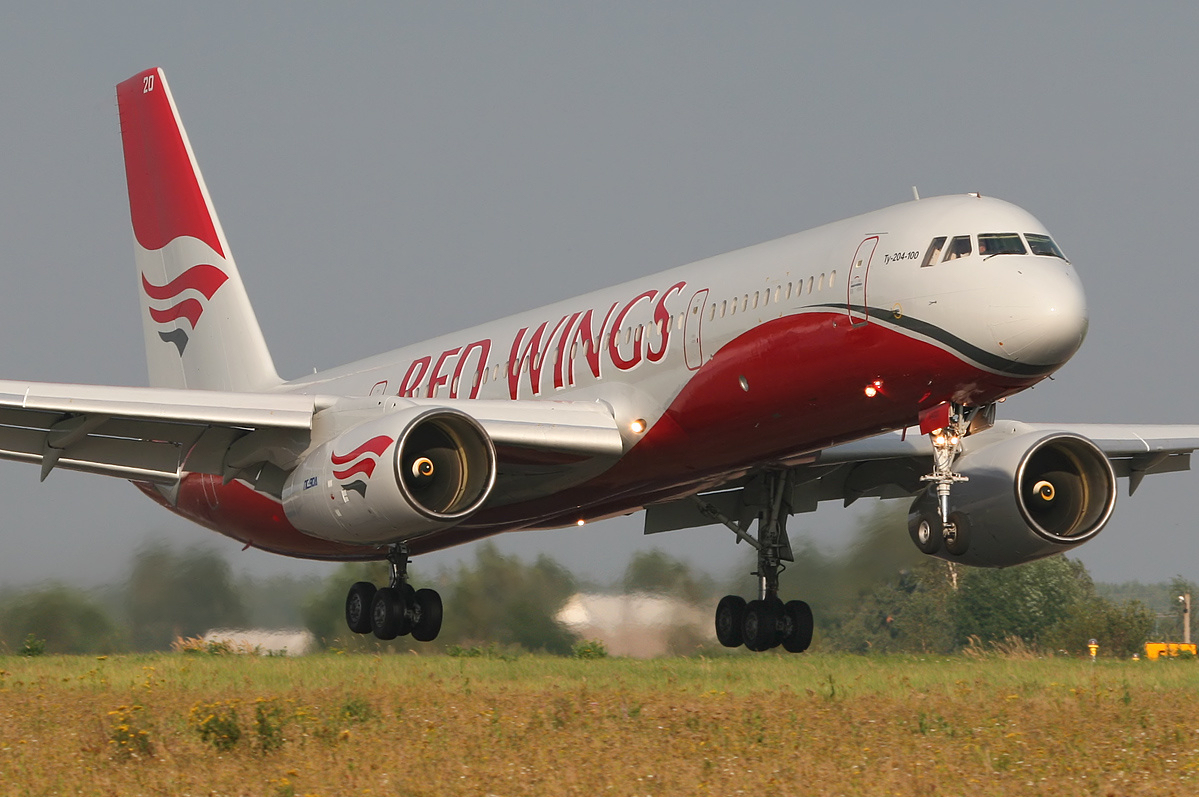
Tupolev Tu-204-100 de la Red Wings Airlines. Los aviones Tu-204 son fabricados por Aviastar-SP en Ulyanovsk

En 2008, la industria aeronáutica se componía de 106 empresas, de las cuales 18 pertenecían a ОАК. Una de las compañías de más éxito es Sukhoi, que posee una amplia cartera de aviones militares competitivos a nivel internacional, incluyendo los modelos Su-30 y Su-35s. En el segmento civil, el proyecto más importante de la compañía es el Superjet 100. KnAAPO, la mayor empresa de aviones de Rusia, es responsable de la fabricación de productos para Sukhoi. Tupolev se centra en el mercado de la aviación civil con sus aviones Tu-204 y Tu-214, pero también es responsable de los bombarderos de largo alcance Tu-160 y del desarrollo de sus sucesores. La producción en masa de los aviones Tu-204 se lleva a cabo en la compañía Aviastar-SP, situada en Ulyanovsk, mientras que su variante el Tu-214 se produce en la Kazan Aviation Factory(KAPO). Ilyushin se centra en los aviones militares de carga y los del sector del transporte de mercancías. Irkut Corporation tiene una cartera de proyectos aviones de entrenamiento y anfibios y además compite en el nicho de la electrónica de a bordo y de la aviónica. En el segmento de vehículos aéreos no tripulados ZALA Aero y Vega Radio Engineering Corporation se encuentran entre las empresas líderes.
| Corporación Aeronáutica Unida | Russian Helicopters JSC                                                                   | Otros productores importantes: |  |
| - Ilyushin - Voronezh aircraft production association - Irkut Corporation - Beriev - BETA AIR - Irkutsk Aviation Plant - IRKUT AviaSTEP Design Bureau - Russian Avionics Design Bureau - Mikoyan - Sokol - Sukhoi - Komsomolsk on Amur Aircraft Production Association - Novosibirsk Aircraft Plant - Tupolev - Yakovlev - Aviastar-SP - Kazan Aviation Factory | - Kamov - Kazan Helicopter Plant - Mil Helicopters - Rostvertol - Ulan-Ude Aviation Plant | Aviakor Myasishchev Technoavia |  |

## Producción

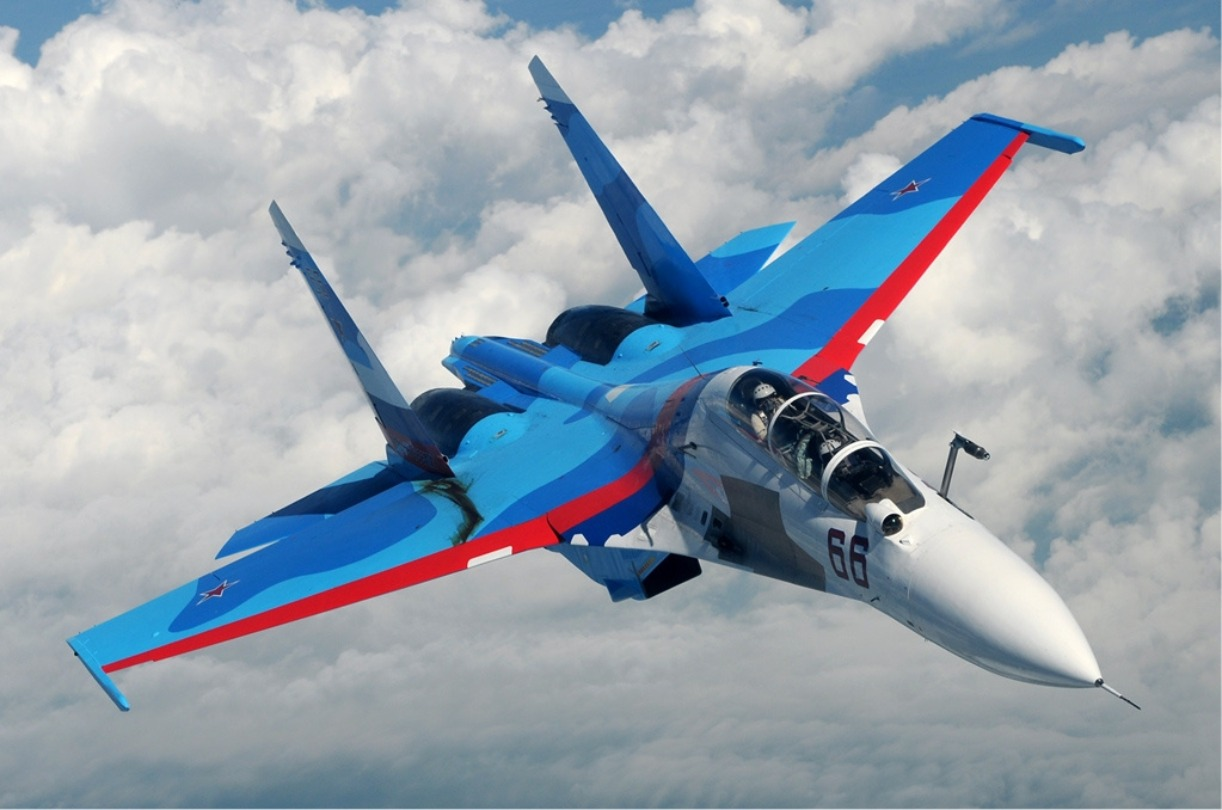
Un Sukhoi Su-30 de la Fuerza aérea rusa en vuelo sobre Rusia en junio de 2010

### La producción de aviones civiles
| Tipo        | 2005 | 2006 | 2007 | 2008 | 2009 | 2010 |
| ----------- | ---- | ---- | ---- | ---- | ---- | ---- |
| An-140      |      | 1    | 1    |      | 1    |      |
| An-148      |      |      |      |      | 2    | 4    |
| An-38       |      |      | 1    |      |      |      |
| Gama Il-96  | 1    | 2    | 2    | 2    | 4    |      |
| Tu-154M     | 1    | 1    | 1    |      |      |      |
| Gama Tu-204 | 3    | 3    | 3    | 6    | 5    | 2    |
| Tu-214      | 1    | 2    |      | 1    | 3    | 1    |
| Total       | 6    | 9    | 8    | 9    | 15   | 7    |
| Fuentes:    |      |      |      |      |      |      |

### Aviones militares
En el segmento militar, las empresas pertenecientes a la ОАК entregaron 84 nuevos aviones y conjuntos desarmados. Más de 60 aviones fueron modernizadas o se sometieron a revisión.

### Helicópteros
En 2009 la industria aeronáutica rusa produjo 141 helicópteros, incluyendo un Mi-26, 130 Mi-8/Mi-17, 4 Ka-226 y 6 helicópteros de entrenamiento Ansat-U. La cifra no incluye los helicópteros de combate. Por lo tanto se ha calculado que el número total de helicópteros producidos es similar a los de 2008, cuando la cifra fue de 169.

### Ingresos
Los ingresos de la industria aeronáutica por ventas durante el 2008 fueron de 226,6 mil millones de rublos (105,3 mil millones para la ОАК), y la participación de las exportaciones fue del 29% (52,5% en el caso de la ОАК).

## Repercusión económica

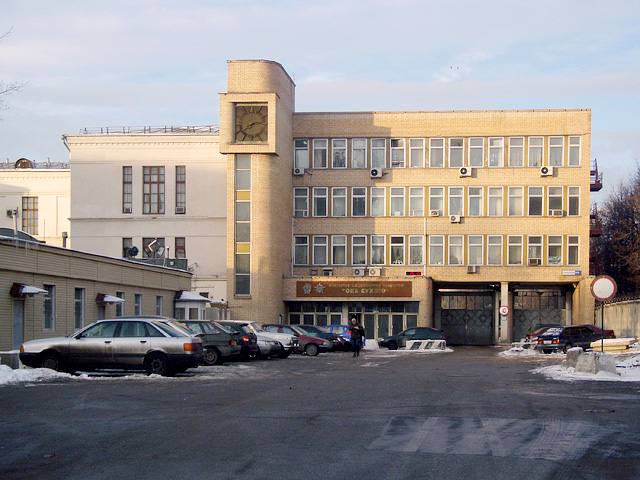
Oficinas de Sukhoi Design Bureau

La industria rusa de aviación es uno de los pilares de la economía del país. Se trata de uno de los sectores punteros que da empleo a la mayoría del personal cualificado. La producción y el valor de la rama de aviación militar es muy superior a otros sectores de la industria armamentística y los productos de aviación representan más de la mitad de las exportaciones de armamento del país.

### Empleo
Se calcula que en 2008 el número de empleados de la industria aeronáutica era de 355.300 personas. ОАК abarca la mayor parte de las empresas y las más importantes del sector, contaba con 97.500 empleados en 2009. De esta cantidad, 85.500 trabajaban en las fábricas de producción, 11.100 en las oficinas de diseño y 900 en la gestión y en empresas de leasing. La edad media del personal de producción de la ОАК era de 44 años y 49 para el personal que trabajaba en las oficinas de diseño. La proporción de graduados de educación superior era del 34%.